# Nati nel 1290
| Questa pagina contiene informazioni ricavate automaticamente dalle voci biografiche con l'ausilio del template Bio e di un bot. L'aggiornamento è periodico e automatico e ricostruisce completamente la pagina. Se manca una persona in questa lista, sei pregato di non aggiungerla, ma accertati piuttosto che la sua voce biografica contenga il template Bio e che i dati anagrafici siano correttamente compilati. Se il template Bio manca, inseriscilo tu stesso o, in alternativa, metti l'avviso {{tmp\|Bio}} che ne segnala la mancanza. Se i dati riportati sono sbagliati, correggi direttamente la voce biografica; le modifiche saranno visibili in questa lista entro pochi giorni. Per chiarimenti vedi il progetto biografie. La lista contiene solo le 23 persone che sono citate nell'enciclopedia e per le quali è stato implementato correttamente il template Bio. Pagina aggiornata al 18 ago 2025. |

- 3 gennaio - Costanza del Portogallo, regina († 1313)
- 4 agosto - Leopoldo I d'Asburgo, duca († 1326)
- 24 settembre - Guidoriccio da Fogliano, militare italiano († 1352)
- Raniero Arsendi, giurista italiano († 1358)
- Jacob van Artevelde, politico fiammingo († 1345)
- Barlaam di Seminara, matematico, filosofo e vescovo cattolico italiano († 1348)
- Beatrice d'Ungheria, principessa francese († 1343)
- Thomas Bradwardine, teologo e matematico britannico († 1349)
- Corrado Confalonieri, italiano († 1351)
- Roberto de' Bardi, teologo italiano († 1349)
- Gentile da Matelica, religioso e missionario italiano († 1340)
- Guglielmo da Pastrengo, politico e scrittore italiano († 1362)
- Guglielmo II Ruggero, nobile francese († 1380)
- Guido Gonzaga, condottiero italiano († 1369)
- John Baconthorpe, religioso e filosofo britannico († 1346)
- Margherita di Borgogna, regina († 1315)
- Mayta Capac, sovrano inca († 1320)
- Guillen Rubio, francescano spagnolo
- Luigi II di Savoia-Vaud, nobile († 1348)
- Teodoro I del Monferrato, principe († 1338)
- Alberico da Rosciate, giurista, letterato e ambasciatore italiano († 1360)
- Nicolò de' Rossi, poeta e giurista italiano
- Pietro di Castiglia, principe spagnolo († 1319)